# Winfried Scheuermann

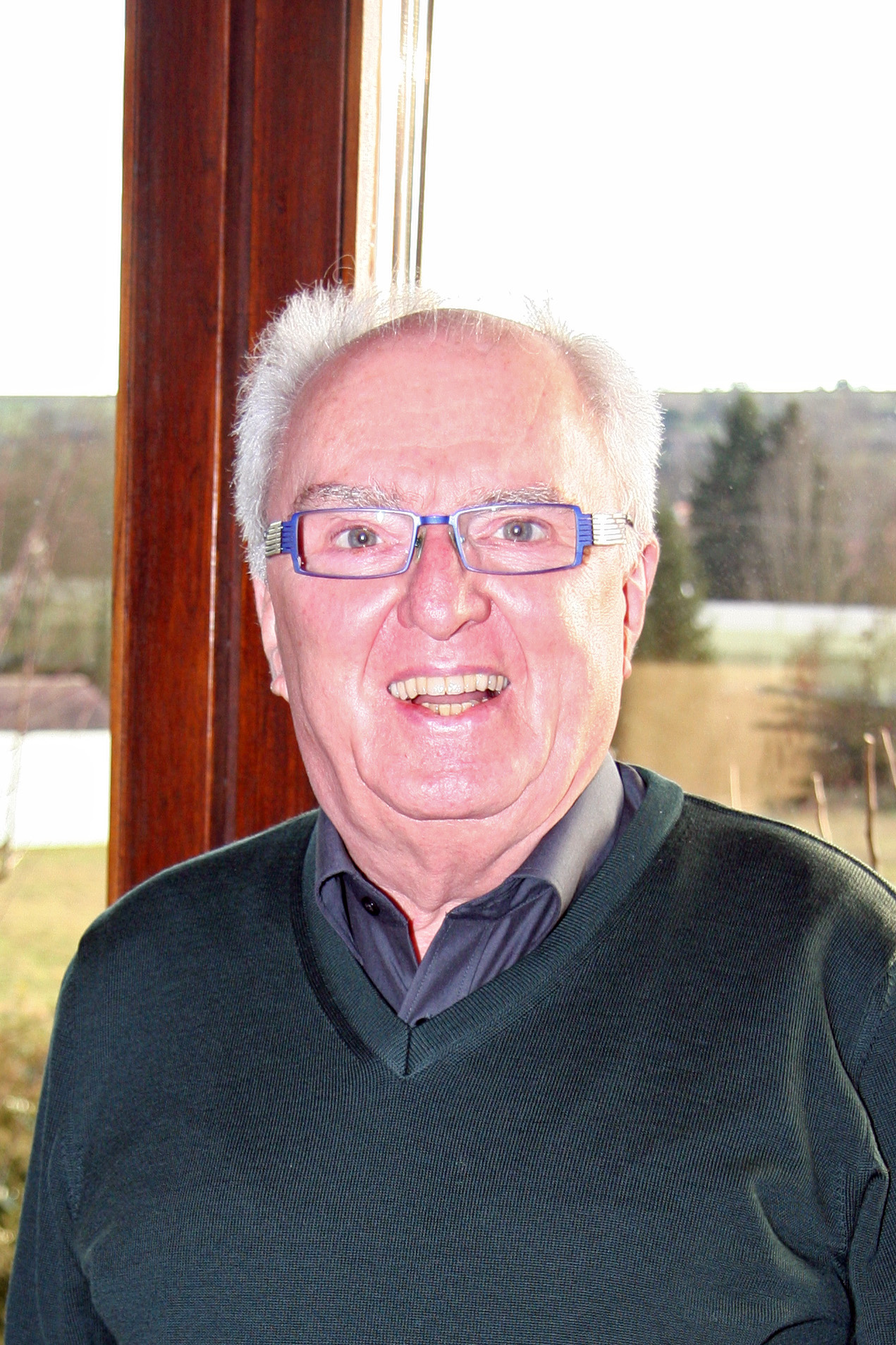
Winfried Scheuermann, 2013

Winfried Scheuermann (* 31. Januar 1938 in Mannheim) ist ein deutscher Politiker (CDU) und ehemaliges Mitglied im Landtag von Baden-Württemberg.

## Leben
Scheuermann wuchs im badischen Rastatt auf und machte dort sein Abitur am Ludwig-Wilhelm-Gymnasium. Er studierte von 1957 bis 1961 Rechtswissenschaften an den Universitäten Freiburg und Münster. Sein zweites juristisches Staatsexamen legte er 1965 ab. Nach Stationen in den Landratsämtern von Karlsruhe und Vaihingen an der Enz war er von 1970 bis 1974 Parlamentarischer Berater der CDU-Landtagsfraktion. Anschließend wurde er zum Verbandsdirektor des Regionalverbands Nordschwarzwald ernannt. Dieses Amt übte er bis 1998 aus. 
Bei der Wahl zum baden-württembergischen Landtag am 14. April 1988 gewann er das Direktmandat des Wahlkreises 44 Enz, das er bei den Wahlen 1992, 1996, 2001 und 2006 erneut gewann. Dem 2011 gewählten Landtag gehörte er nicht mehr an.
Er war Vorsitzender des am 28. Oktober 2010 eingerichteten Untersuchungsausschusses des Landtages, der den Polizeieinsatz gegen Stuttgart 21-Gegner vom 30. September 2010, bei dem zahlreiche Demonstranten verletzt wurden, untersuchen sollte.
Von 1971 bis 2024 war er Mitglied des Gemeinderats, zum Zeitpunkt seines Ausscheidens war er mit einer Amtsdauer von 53 Jahren der dienstälteste Gemeinderat Baden-Württembergs, und von 1980 bis 2019 diente er als stellvertretender Bürgermeister von Illingen. Dem Kreistag des Enzkreises gehörte er von 1979 bis 2014 und als Nachrücker erneut von 2017 bis 2019 an, 1984 wurde er Vorsitzender der CDU-Kreistagsfraktion. Anfang Februar 2025 wurde ihm die Ehrenbürgerwürde der Gemeinde Illingen verliehen.
Winfried Scheuermann ist verheiratet und hat zwei Kinder.